# Gyula Mikossy
Gyula Emil Mikossy, noto come Alfredo Micossi, Giulio Micossi od Emilio Micossi in Italia (Arad, 20 novembre 1908 – ...), è stato un calciatore romeno, di ruolo centrocampista.
Le fonti sono incerte sul suo giorno di nascita: alcune riportano il 20 novembre, altre il 4 giugno.

## Carriera
Iniziò la carriera nel sodalizio rumeno CA Arad.
Trasferitosi in Italia, giocò in Serie A con il Genova 1893, esordendo nella vittoria rossoblu per 4-0 del 18 settembre 1932 contro la Triestina.
Passò nel corso della stessa stagione al Catania dove rimase per sei anni, tre in Serie B e tre in Serie C.
Nel 1938 ritorna in patria per militare nel Gloria Arad, retrocedendo in cadetteria dalla Divizia A.

## Palmarès

### Club

#### Competizioni nazionali
- Prima Divisione: 1

Catania: 1933-1934